# 瀬古東
瀬古東（せこひがし）は、愛知県名古屋市守山区の地名。現行行政地名は瀬古東一丁目から瀬古東三丁目。住居表示未実施。

## 地理
名古屋市守山区の西部に位置し、東に幸心、西と北に瀬古、南東に新守山、南西に北区山田北町と上飯田東町と上飯田北町と接する。

## 歴史

### 沿革
- 2000年（平成12年）11月27日 - 守山区大字瀬古・大字幸心・大字守山の各一部により、同区瀬古東三丁目が成立する[1]。
- 2001年（平成13年）11月19日 - 守山区大字瀬古・大字幸心・大字守山の各一部により、同区瀬古東一丁目および同二丁目が成立する[1]。

## 世帯数と人口
2019年（平成31年）4月1日現在の世帯数と人口は以下の通りである。
| 丁目         | 世帯数    | 人口    |
| ------------ | --------- | ------- |
| 瀬古東一丁目 | 611世帯   | 1,343人 |
| 瀬古東二丁目 | 544世帯   | 1,200人 |
| 瀬古東三丁目 | 671世帯   | 1,613人 |
| 計           | 1,826世帯 | 4,156人 |

### 人口の変遷
国勢調査による人口の推移
| 2005年（平成17年） | 3,616人 | [ WEB 6 ] |  |
| 2010年（平成22年） | 3,766人 | [ WEB 7 ] |  |
| 2015年（平成27年） | 4,061人 | [ WEB 8 ] |  |

## 学区
市立小・中学校に通う場合、学校等は以下の通りとなる。また、公立高等学校に通う場合の学区は以下の通りとなる。
| 丁目         | 番・番地等 | 小学校               | 中学校                 | 高等学校 |
| ------------ | ---------- | -------------------- | ---------------------- | -------- |
| 瀬古東一丁目 | 全域       | 名古屋市立瀬古小学校 | 名古屋市立守山西中学校 | 尾張学区 |
| 瀬古東二丁目 | 全域       | 名古屋市立瀬古小学校 | 名古屋市立守山西中学校 | 尾張学区 |
| 瀬古東三丁目 | 全域       | 名古屋市立瀬古小学校 | 名古屋市立守山西中学校 | 尾張学区 |

## 交通
- 国道19号

## 施設
- 天台宗石山寺
- コメダ珈琲店守山瀬古店[WEB 11]
- 名古屋市立瀬古小学校[WEB 12]
- 名古屋瀬古郵便局[WEB 13]
- あみやき亭守山瀬古店[WEB 14]
- 丸亀製麺守山瀬古東店[WEB 15]
- 瀬古幼稚園[WEB 16]
- 瀬古保育園[WEB 17]
- 大曽根青果地方卸売市場

## その他

### 日本郵便
- 郵便番号 : 463-0090[WEB 3]（集配局：守山郵便局[WEB 18]）。

### WEB
1. ↑  “愛知県名古屋市守山区の町丁・字一覧”.   人口統計ラボ. 2017年10月7日閲覧。
2. 1 2  “町・丁目(大字)別、年齢(10歳階級)別公簿人口(全市・区別)”.   名古屋市 (2019年4月22日). 2019年4月23日閲覧。
3. 1 2  “郵便番号”.  日本郵便. 2019年3月17日閲覧。
4. ↑  “市外局番の一覧”.   総務省. 2019年1月6日閲覧。
5. 1 2  名古屋市役所市民経済局地域振興部住民課町名表示係 (2015年10月21日). “守山区の町名一覧”.   名古屋市. 2017年10月7日閲覧。
6. ↑  名古屋市役所総務局企画部統計課統計係 (2007年6月29日). “平成17年国勢調査　名古屋の町(大字)別・年齢別人口 守山区” (XLS). 2017年10月8日閲覧。
7. ↑  名古屋市役所総務局企画部統計課統計係 (2012年6月29日). “平成22年国勢調査　名古屋の町(大字)別・年齢別人口 守山区” (XLS). 2017年10月8日閲覧。
8. ↑  名古屋市役所総務局企画部統計課統計係 (2017年7月7日). “平成27年国勢調査　名古屋の町(大字)別・年齢別人口” (XLS). 2017年10月8日閲覧。
9. ↑  “市立小・中学校の通学区域一覧”.   名古屋市 (2018年11月10日). 2019年1月14日閲覧。
10. ↑  “平成29年度以降の愛知県公立高等学校（全日制課程）入学者選抜における通学区域並びに群及びグループ分け案について”.   愛知県教育委員会 (2015年2月16日). 2019年1月14日閲覧。
11. ↑  “守山瀬古店”.   コメダホールディングス. 2018年10月4日閲覧。
12. ↑  “名古屋市立瀬古小学校”.   名古屋市立瀬古小学校. 2018年10月4日閲覧。
13. ↑  “名古屋瀬古郵便局”.   日本郵政グループ. 2018年10月4日閲覧。
14. ↑  “店舗案内・愛知県名古屋市エリア”.   あみやき亭. 2018年10月4日閲覧。
15. ↑  “丸亀製麺守山瀬古東”.   トリドールホールディングス. 2018年10月4日閲覧。
16. ↑  “瀬古幼稚園”.   瀬古幼稚園. 2018年10月4日閲覧。
17. ↑  名古屋市役所子ども青少年局保育部保育企画室保育企画係 (2018年9月10日). “守山区の保育所等認可施設・事業所一覧”.   名古屋市. 2018年10月4日閲覧。
18. ↑  “郵便番号簿 2018年度版” (PDF).   日本郵便. 2019年5月8日閲覧。

### 文献
1. 1 2 3  守山区制50周年記念事業実行委員会 2013, p. 397.